# Gianluigi Nuzzi
Gianluigi Nuzzi, né le 3 juin 1969, est un journaliste italien.

## Biographie
Il est journaliste successivement à l'Espansione, CorrierEconomia, L'Europeo, Gente Money, au Corriere della Sera.
Dans son ouvrage Chemin de croix, publié en 2015, Gianluigi Nuzzi décrypte les dérives financières au sein du Vatican,.
En 2017, il publie  Péché originel (it) traitant les abus sexuels commis dans le Vatican,.
Avec Giudizio universale (Jugement dernier), il évoque les finances de l'Église catholique et les difficultés de réforme du pape François .

### En italien
- (it) Via Crucis : Da registrazioni e documenti inediti la difficile lotta di papa Francesco per cambiare la Chiesa, Chiarelettere, 2015, 260 p. (ISBN 978-88-6190-804-8, lire en ligne)
- (it) Vaticano S.p.A. : Da un archivio segreto la verità sugli scandali finanziari e politici della Chiesa, Chiarelettere, 2009, 183 p. (ISBN 978-88-6190-110-0)
- (it) Metastasi : Sangue, soldi e politica tra Nord e Sud. La nuova 'ndrangheta nella confessione di un pentito, Milan, Chiarelettere, 2010, 280 p. (ISBN 978-88-6190-067-7)
- (it) Sua Santità : Le carte segrete di Benedetto XVI, Chiarelettere, 2012, 326 p. (ISBN 978-88-6190-095-0)

### Traductions en français
- Chemin de croix [« Via Crucis »]  (trad. de l'italien), Paris, Flammarion, 2015, 336 p. (ISBN 978-2-08-137871-1)
- Vatican S.A. : Les archives secrètes du Vatican [« Vaticano S.p.A. : Da un archivio segreto la verità sugli scandali finanziari e politici della Chiesa »], Hugo et Compagnie, 2011, 304 p. (ISBN 978-2-7556-0699-7)
- Sa Sainteté : Scandale au Vatican [« Sua Santità : Le carte segrete di Benedetto XVI »]  (trad. de l'italien), Paris, Éditions Privé, 2012, 347 p. (ISBN 978-2-35076-125-1)
- Péché originel (it), Chiarelettere, 2017 (ISBN 978-88-6190-840-6)

## À voir